# Сферический треугольник

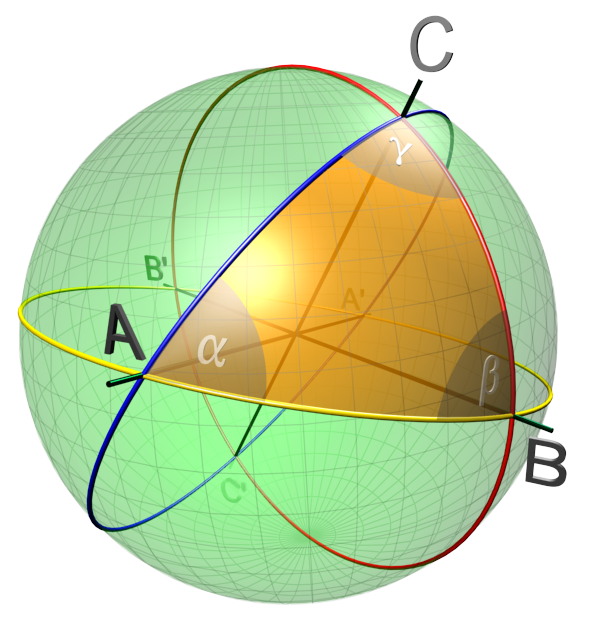
Сферический треугольник

Сферический треугольник — геометрическая фигура на поверхности сферы, состоящая из трёх точек и трёх дуг больших кругов, соединяющих попарно эти точки. Три больших круга на поверхности сферы, не пересекающихся в одной точке, образуют восемь сферических треугольников. Ясно, что стороны сферических треугольников меньше половины большого круга. Соотношения между элементами сферических треугольников изучает сферическая тригонометрия.
Сторона сферического треугольника измеряется величиной опирающегося на неё центрального угла. Угол сферического треугольника измеряется величиной двугранного угла между плоскостями, в которых лежат стороны этого угла. Сферический треугольник, все углы которого меньше π, называется эйлеровым:9. Далее рассматриваются эйлеровы треугольники.

## Свойства
- Помимо трёх признаков равенства плоских треугольников, для сферических треугольников верен ещё один: два сферических треугольника равны, если их соответствующие углы равны[1]:16. В евклидовой геометрии такие треугольники являются подобными. В сферической геометрии любое преобразование подобия является изометрическим (то есть коэффициент подобия всегда равен единице), поэтому в сферической геометрии нет неравных подобных фигур (то есть фигур, переводящихся друг в друга преобразованием подобия).
- Полярным для данного сферического треугольника (ABC) называется такой сферический треугольник (A’B’C'), вершины которого A', B', C' являются полюсами[a] по отношению к сторонам BC, CA, AB соответственно. При этом точки A и A', B и B', C и C' лежат по одну сторону относительно BC, CA, AB соответственно.[3]
  - Для любого полярного треугольника выполняются следующие правила: {\displaystyle K'=\pi -k}; {\displaystyle k'=\pi -K}, где угол {\displaystyle K=\alpha ,\beta ,\gamma } и сторона {\displaystyle k=a,b,c}.
  - Сферический треугольник, все стороны которого равны прямому углу, будет полярным к самому себе.
  - Полярный треугольник, построенный к полярному треугольнику для некоего сферического, совпадает с исходным.

- Для сторон сферического треугольника выполняются 3 неравенства треугольника: каждая сторона меньше суммы двух других сторон и больше их разности[1]:11.

- Сумма всех сторон {\displaystyle a+b+c} всегда меньше {\displaystyle 2\pi }[1]:11.
  - Величина {\displaystyle 2\pi -(a+b+c)} называется сферическим дефектом[4][5].

- Сумма углов сферического треугольника {\displaystyle s=\alpha +\beta +\gamma } всегда меньше {\displaystyle 3\pi } и больше {\displaystyle \pi }[6][7][1]:14—15.
  - Величина {\displaystyle s-\pi =\varepsilon } называется сферическим избытком или сферическим эксцессом[4].
  - Площадь сферического треугольника определяется по формуле {\displaystyle S=R^{2}\varepsilon =R^{2}(\alpha +\beta +\gamma -\pi )}. Пропорциональность площади сферическому избытку следует из покрытия сферы тремя двуугольниками, образующими сферический треугольник.[8][9][1]:44

- Если от двух углов сферического треугольника отнимем третий, получим угол, меньший {\displaystyle \pi }[1]:15.
- В отличие от плоского треугольника, у сферического треугольника может быть два или три прямых или тупых угла.

## Решение сферических треугольников
Прямоугольный сферический треугольник полностью определяется двумя элементами, остальные три находятся при помощи мнемонического правила Непера. А чтобы решить косоугольный сферический треугольник, необходимо знать три его элемента. Для решения можно использовать следующие соотношения между ними:102—139:
- Формула половины стороны и формула половины угла — при решении по трём сторонам и трём углам;
- Формулы аналогии Непера — при решении по двум сторонам и углу между ними и по двум углам и прилежащей к ним стороне;
- Теорема синусов и формулы аналогии Непера — при решении по двум сторонам и противолежащему одной из них углу и по двум углам и противолежащей одному из них стороне.

## Комментарии
1. ↑  Полюсом по отношению к AB называется называется такая точка X сферы, что отрезок OX (здесь O — центр сферы) перпендикулярен плоскости большого круга AB.[2] Имеется две таких точки. Например, если AB — дуга экватора, то полюсы AB — это северный и южный полюс.